# Priapomys leonardi
Priapomys leonardi – это вид летяги, обитающий на юго-западе провинция Юньнань в Китае и примыкающей к нему Мьянме. Это единственный представитель рода Priapomys.

## Таксономия
Priapomys leonardi ранее считался подвидом пёстрой летяги (Hylopetes alboniger), и его называли  «Hylopetes alboniger leonardi». Первоначально он был описан как вид Pteromys по единственному экземпляру, собранному в Мьянме в 1921 году Олдфилдом Томасом. Таксону более 90 лет. Последующие таксономические ревизии без серьезного анализа таксона, считали его подвидом H. alboniger, а другие авторы полагали, что этот таксон младший синоним Hylopetes alboniger.
В исследованиях с 2014 по 2016 год, результаты которых были опубликованы в 2021 году, несколько экземпляров летяг, морфологически очень похожих на типовой экземпляр Hylopetes alboniger leonardi были собраны на горе Гаолигун в Юньнани. Молекулярно-генетические исселдедования данных экземпляров показали, что они являются не только обособленным видом, но и представляют совершенно новый неизвестный ранее науке род, наиболее тесно связанный с Iomys, родом летяг, ареал которых ограничен Сундаландом. Этот новый род был назван Priapomys в честь греческого бога плодородия Приапа. Это название было присвоено  из-за необычно больших glans penis у самцов этого вида. Американское общество маммологов признало результаты этих исследований. Считается, что Priapomys и Iomys разошлись в середине миоцена.

## Описание
У этого вида более крупная ушная раковина, чем у большинства других белок-летяг, и менее развитый уропатагиум (часть летательной перепонки между двумя задними конечностями). Этот вид также можно отличить по особенностям строения коренных зубов, а также по более крупному glans penis.

## Охрана
Из-за небольших размеров этот вид не является объектом активной охоты или браконьерства, но часто случайно попадает в ловушки, которые устанавливают для добычи пропитания пришлые сборщики трав. Было замечено, что этот вид продается на традиционных рынках в окрестностях горы Гаолигун. Несмотря на небольшой ареал, этот вид не считается находящимся под угрозой исчезновения, и поэтому было предложено классифицировать его как вид, близкий к уязвимому положению в Красном списке МСОП.